# العلاقات الرواندية الكرواتية
العلاقات الرواندية الكرواتية هي العلاقات الثنائية التي تجمع بين رواندا وكرواتيا.

## مقارنة بين البلدين
هذه مقارنة عامة ومرجعية للدولتين:
| وجه المقارنة                                              | رواندا                                        | كرواتيا                                                  |
| --------------------------------------------------------- | --------------------------------------------- | -------------------------------------------------------- |
| المساحة (كم2)                                             | 26.34 ألف                                     | 56.59 ألف                                                |
| عدد السكان (نسمة)                                         | 12.21 مليون                                   | 4.11 مليون                                               |
| الكثافة السكانية (ن./كم²)                                 | 463.55                                        | 72.63                                                    |
| العاصمة                                                   | كيغالي                                        | زغرب                                                     |
| اللغة الرسمية                                             | اللغة الكينيارواندا، لغة إنجليزية، لغة فرنسية | اللغة الكرواتية                                          |
| العملة                                                    | فرنك رواندي                                   | كونا كرواتية                                             |
| الناتج المحلي الإجمالي (بليون دولار)                      | 9.14 مليار                                    | 54.85 مليار                                              |
| الناتج المحلي الإجمالي (تعادل القوة الشرائية) بليون دولار | 20.46 مليار                                   | 94.64 مليار                                              |
| الناتج المحلي الإجمالي الاسمي للفرد دولار أمريكي          | 697                                           | 11.54 ألف                                                |
| الناتج المحلي الإجمالي للفرد دولار أمريكي                 | 1.66 ألف                                      | 21.64 ألف                                                |
| مؤشر التنمية البشرية                                      | 0.483                                         | 0.818                                                    |
| رمز المكالمات الدولي                                      | +250                                          | +385                                                     |
| رمز الإنترنت                                              | .rw                                           | .hr                                                      |
| المنطقة الزمنية                                           | ت ع م+02:00                                   | توقيت وسط أوروبا، ت ع م+01:00، ت ع م+02:00، أوروبا/زغرب ‏ |

## منظمات دولية مشتركة
يشترك البلدان في عضوية مجموعة من المنظمات الدولية، منها:
| علم المنظمة | اسم المنظمة                               | تاريخ انضمام رواندا | تاريخ انضمام كرواتيا |
| ----------- | ----------------------------------------- | ------------------- | -------------------- |
|             | مؤسسة التنمية الدولية                     | 30 سبتمبر 1963      | 25 فبراير 1993       |
|             | يونسكو                                    | 7 نوفمبر 1962       | 1 يونيو 1992         |
|             | وكالة ضمان الاستثمار متعدد الأطراف        | 27 سبتمبر 2002      | 19 مارس 1993         |
|             | الأمم المتحدة                             | 18 سبتمبر 1962      | 22 مايو 1992         |
|             | الاتحاد البريدي العالمي                   | ?                   | ?                    |
|             | البنك الدولي للإنشاء والتعمير             | 30 سبتمبر 1963      | 25 فبراير 1993       |
|             | الاتحاد الدولي للاتصالات                  | 12 ديسمبر 1962      | 3 يونيو 1992         |
|             | منظمة حظر الأسلحة الكيميائية              | ?                   | ?                    |
|             | مؤسسة التمويل الدولية                     | 6 نوفمبر 1975       | 25 فبراير 1993       |
|             | المركز الدولي لتسوية المنازعات الاستشارية | 14 نوفمبر 1979      | 22 أكتوبر 1998       |
|             | منظمة التجارة العالمية                    | ?                   | ?                    |
|             | منظمة الشرطة الجنائية الدولية             | ?                   | ?                    |

## وصلات خارجية
- موقع وزارة الخارجية الرواندية
- موقع وزارة الخارجية الكرواتية